# Анненков, Юрий Семёнович
Юрий (Георгий) Семёнович Анненков (1849—1885) — русский учёный-славист, историк и педагог.

## Биография
Юрий Анненков родился 1 (13) декабря 1849 года (в некоторых источниках — 1848). Происходил из дворянского рода Анненковых; его отец, Семён Эпафродитович Анненков (1822—?) — специалист по лесному хозяйству, учредитель первого в Российской империи Лесного общества, воспитанник Института корпуса инженеров путей сообщения.
В 1866 году окончил 5-ю Санкт-Петербургскую гимназию. Поступив в 1867 году на историко-филологический факультет Императорского Санкт-Петербургского университета, Анненков посвятил себя изучению славяноведения и на 4-м курсе получил золотую медаль за сочинение: «Иоанн Гусс. Обзор его чешских сочинений». Значительная часть этого труда была впоследствии напечатана в «Журнале министерства народного просвещения», под заглавием: «Чешские сочинения Гуса и время их написания. Библиографические разыскания».
По окончании в 1871 году курса со степенью кандидата, Анненков был оставлен при университете для приготовления к профессорскому званию, но недостаток средств заставил его принять учительскую должность и позволял уделять науке малую часть времени.
Он преподавал русский язык и словесность в Смольном институте, Училище правоведения и педагогическом классе Павловского института. В 1877 и 1878 годах Анненков напечатал в «Страннике» две статьи: «Сказание о чешском святом Иоанне Непомуке» и «Гуситы в России в XV и XVI столетиях»; много рецензий его было помещено в «ЖМНП», «Славянском сборнике» и в «Известиях Славянского благотворительного общества». 
Занимаясь педагогической деятельностью, Анненков вместе с тем работал над изучением сочинений Петра Хельчицкого, знаменитого чешского писателя XV века, для чего неоднократно ездил в Прагу. Это исследование, из-за смертью Анненкова, осталось неоконченным. Юрий Семёнович Анненков умер 8 (20) февраля 1885 года. Смерть помешала ему также довести до конца готовившееся к изданию главное сочинение Хельчицкого «Сеть веры» с подробным изложением по главам на русском языке.